# Tödliche Angst
Tödliche Angst (Originaltitel: La septième cible) ist ein französischer Thriller aus dem Jahr 1984. Regie führte Claude Pinoteau. Das Drehbuch schrieben Jean-Loup Dabadie und Claude Pinoteau.

## Handlung
Der Schriftsteller Bastien Grimaldi wird in Paris auf der Straße von Unbekannten eine Treppe hinuntergestoßen und zusammengeschlagen. Seine Wunden werden im Spital versorgt. Als er nach Hause zurückkehrt, warten in seiner Wohnung sein Freund Jean und dessen Frau Nelly sowie die Violinistin Laura und ihr Mann, der Cellist Clairbone, auf ihn. Laura ist für Bastien wie eine Tochter, er hat auch ihr Studium bezahlt. Bastien hält es nicht für erforderlich, die Attacke auf ihn der Polizei zu melden. Er bringt Laura und ihren Mann zum Flughafen, die beiden fliegen nach Montreal, um dort an einem Konzert zu spielen.
Während der Rückfahrt vom Flughafen wird Bastien auf der Autobahn von einem viel größeren Fahrzeug in die Leitplanken abgedrängt und anschließend von der Seite her frontal gerammt. Da sein Fahrzeug stark beschädigt ist, greift er sich ein anderes Auto, das hinter ihm angehalten hat, und nimmt zusammen mit dessen Eigentümer die Verfolgung des aggressiven Fahrers auf. Er folgt diesem in die Wohnung und verabreicht ihm eine Tracht Prügel. Als seine Frau an Bastien appelliert, ihn nicht zur Polizei zu bringen, weil er nur auf Bewährung frei sei, verzichtet Bastien auf eine Anzeige.
Jean hat wieder zu trinken begonnen. Nelly ruft Bastien in der Nacht an und bittet ihn, Jean in der Kneipe abzuholen und nach Hause zu bringen. Mit einiger Mühe verfrachtet Bastien den betrunkenen Freund in seinen Wagen und legt ihn Nelly vor die Wohnungstür. Mit dem Lift fährt er hinunter in die Tiefgarage, wo sein Mietwagen steht, stutzt aber, als er sieht, dass die Tür des Autos offen steht und das Radio in voller Lautstärke läuft. Nach wenigen Sekunden entzündet sich das Wageninnere, und das Auto geht in Flammen auf. Jetzt sucht Bastien, der sich alle diese Angriffe nicht erklären kann, Hilfe bei der Polizei, und schildert dem Kommissar die Vorfälle. Dieser versucht ihn zu beruhigen, stellt aber doch Inspektor Esperanza zu seinem Schutz ab.
Lange bleibt unklar, weshalb die Anschläge auf Bastien verübt werden. Schließlich wird er von einem anonymen Anrufer aufgefordert, ihm eine Million Dollar zu übergeben. Bastien erwidert, er habe nicht so viel Geld. Der Anrufer entgegnet, seine Mutter sei im Besitz wertvoller Bilder von Degas, Renoir, Dufy und Picasso. Davon weiß Bastien nichts. Er sucht seine Mutter auf, um herauszufinden, ob diese Behauptung stimmt, aber seine Mutter weigert sich, auf seine Fragen zu antworten, und hält ihn für einen Erbschleicher.
Bastiens Freundin Catherine will sich von ihrem Mann Paul scheiden lassen. Sie ruft Bastien an und berichtet ihm, sie sei von Paul verprügelt worden. Kurzentschlossen fährt Bastien zur Wohnung von Paul und Catherine, fordert Catherine auf, ihren Koffer zu packen, und erklärt Paul, sie komme jetzt mit ihm. Catherine ist einverstanden und folgt Bastien in seine Wohnung. Später entdecken sie und Jean in der Zeitung einen Bericht über einen ähnlichen Fall, in dem ebenfalls Attacken wie auf Bastien verübt wurden. Auf einem Foto in diesem Zeitungsartikel erkennt Bastien einen Verdächtigen, und er fordert Inspektor Esperanza auf, die Identität dieses Mannes herauszufinden, was Esperanza gelingt: Er identifiziert ihn als Sylvain Hagner, der schon für mehrere betrügerische Machenschaften verantwortlich war.
Bastiens Mutter ist jetzt doch bereit, ihm Auskunft über die wertvollen Bilder zu geben, die sie von ihrem Mann geerbt hat. Sie hängen alle vier in ihrem Haus, aber zur Tarnung hat die Mamma sie teilweise mit Wasserfarbe übermalt.
Bastien wird von der Erpresserbande aufgefordert, ihnen an einem bestimmten Ort und zu einer bestimmten Zeit eine Anzahlung auf die geforderte Million zu übergeben. Er bringt die Tasche, die statt Geld nur wertloses Papier enthält, zur vereinbarten Brücke und wirft sie auf ein Zeichen der Erpresser auf die Straße unter der Brücke. In einem Bus und auf einer Kranplattform haben sich jedoch zahlreiche Polizisten versteckt, die das Feuer eröffnen, als die Gangster im Auto fliehen wollen. Einer von ihnen stirbt im Kugelhagel, ein anderer wird gefangen genommen. Aus Rache wird ein Überfall auf Jean verübt und dieser an den Beinen schwer verletzt.
Laura hat sich in New York ausgerechnet in Sylvain Hagner, den Kopf der Erpresserbande, verliebt. Sie hat nun ein Engagement in Berlin und trifft sich mit Hagner jeweils in einem Hotel. Sie soll mit den Berliner Philharmonikern in einem Konzert spielen. Während einer Orchesterprobe erscheint Bastien auf der Galerie der Philharmonie, und Laura winkt ihm zu. Vor der Philharmonie beobachtet Bastien danach, wie ein anderes Erpressungsopfer, dessen Foto im Zeitungsartikel abgebildet war, ein großes Kuvert durch das halboffene Fenster eines Autos wirft. Es ist das Auto von Sylvain Hagner, der kurz darauf einsteigt, wegfährt und während der Fahrt das mit Dollarnoten gefüllte Kuvert öffnet. Bastien folgt ihm in seinem Wagen. Als Hagner kurz vor dem Brandenburger Tor merkt, dass er verfolgt wird, wendet er sein Auto. Es beginnt eine Verfolgungsjagd durch Berlin. Bastien gelingt es, einen am Straßenrand wartenden Streifenwagen derart zu provozieren, dass die Polizisten ihn – und damit auch Hagner – verfolgen. Auf der Flucht vor Bastien und der Polizei durchbricht der durch die Polizisten bereits angeschossene Hagner schließlich die Schranke der Kontrollstelle, die den Amerikanischen Sektor Berlins von Ostberlin trennt. Die Wachposten der DDR-Grenzpolizei eröffnen das Feuer und treffen ihn tödlich.
Bastien kehrt zurück in die Philharmonie und zeigt sich wieder auf der Galerie des Konzertsaals. Laura, die im Orchester sitzt, erkennt an seiner düsteren Miene, dass die Sache für ihren Liebhaber nicht gut ausgegangen ist.

## Hintergrund
Für Lino Ventura war Bastien Grimaldi die letzte große Filmrolle. Drei Jahre später starb er nach einem Herzinfarkt.

## Kritik
„Blutleerer Kriminalfilm von geringer inszenatorischer Geschlossenheit, der allenfalls durch das routinierte Spiel Lino Venturas in seiner letzten Rolle für sich einnimmt.“